# Peace Now
Peace Now (hebreiska: שלום עכשיו - Shalom Akhshav) är den största organisationen inom fredsrörelsen i Israel. Den arbetar för att få Israels invånare och regering att acceptera en rättvis fred med palestinierna och angränsande arabländer.
Peace Now är den stora mainstream-fredsrörelsen. Rörelsen uppstod i efterdyningarna av den egyptiske president Anwar Sadats historiska besök i Jerusalem, då många ansåg att chansen till fred kan missas. Premiärminister Begin erkände att den stora demonstration som Peace Now organiserade i Tel Aviv på kvällen före hans avresa till toppmötet i Camp David med president Sadat och Carter hade betydelse för Israels beslut att dra sig tillbaka från Sinai. Peace Now stödde Begin till att börja med och hyllade honom som en fredsmäklare, men vände sig mot honom när tillbakadragandet från Sinai åtföljdes av en accelererad kampanj för konfiskering av mark och byggandet av bosättningar på Västbanken. 
Peace Now förespråkar en framförhandlad fred med palestinierna. Organisationen dröjde dock länge innan man öppnade för en dialog med PLO. Inte förrän 1988 accepterade Peace Now att PLO var palestiniernas företrädare.
Under den första intifadan ordnade Peace Now protester och demonstrationer mot arméns grymhet och ställde krav på en förhandlingslösning med tillbakadragande från de ockuperade områdena. Man kritiserade hårt försvarsminister Yitzhak Rabin för hans ökända uppmaning att "bryta benen av palestinska bråkmakare". 
Sedan Rabin blivit premiärminister, undertecknat Oslo-avtalet och skakat Yassir Arafats hand på Vita husets gräsmatta stödde Peace Now honom och bland annat mobiliserade stöd för honom mot bosättarnas allt mer våldsamma attacker. 
Peace hade en viktig roll i demonstrationen den 4 november 1995, efter vilken Rabin mördades av en högerextremist, Yigal Amir. Sedan dess har det årligen hållits en demonstration till Rabins minne i början av november. Idag[när?] är Peace Now mest känd för sin kamp mot utvidgning av bosättningarna på Västbanken. 